# Напад НОВЈ на Цазин новембра 1944.
Прва и Друга ударна бригада (4. и 5. кордунашка бригада) 8. кордунашке дивизије НОВЈ заједно са Другом муслиманском бригадом Унске оперативне групе напале су током ноћи 6/7. новембра 1944. немачко-усташко упориште Цазин. Прва бригада Седме дивизије (Седма банијска бригада) и Прва муслиманска бригада Унске оперативне групе штитиле су напад из правца Острошца и Бихаћа.
Три бригаде које су нападале Цазин, нису постигле одлучујући успех током ноћи, па је током следећег дана Цазин држан у блокади.
Током јутра 7. новембра борбена група 373. легионарске дивизије од око 600 људи кренула је из Бихаћа у пробој у циљу деблокаде Цазина. Након потискивања Прве муслиманске бригаде и достизања Острошца, два батаљона Седме банијске бригаде забацила су се у позадину ове дорбене групе. Истовременим нападо са чела и из позадине 7. новембра око 13:30 ова осовинска групација потпуно је разбијена и натерана у бекство, трпећи тешке губитке.
То је омогућило трима бригадама које су држале Цазин у блокади да обнове напад и да га окончају са великим успехом током следеће ноћи и преподнева 8. новембра. Према извештају јединица које су учествовале у борбама, Немци и усташе имали су 722 војника и официра избачена из строја, а 267 их је заробљено. Јединице НОВЈ су имале 51 мртвог и 244 рањена борца.
Према забелешци Франца Шрамла у књизи Ратна сцена Хрватска, од ојачане чете 373. дивизије која се са усташама налазила у Цазину, спасила су се само два борца који су се сакрили код пријатељски расположених цивила.
Тамо размештену ојачану чету развијену на неколико база, изненадни напад 7.11. потпуно је збрисао. Од целокупног људства ухваћеног у клопку само двојица побегла су под заштитом мрака након што су претходно били сакривени од Муслимана.
Ово је био трећи напад на Цазин у току 1944: напад 9-11. априла је одбијен, док је напад 13. септембра успешно окончан.
Јединице 373. дивизије поново су заузеле Цазин 13. новембра.